# Periclina merana
Periclina merana là một loài bướm đêm trong họ Geometridae.